# 朗达玛
朗达玛（藏語：གླང་དར་མ།，威利转写：Glang dar ma，799年—842年），原名达玛·乌东赞（藏語：དར་མ་འུ་དུམ་བཙན་，威利转写：dar ma u'i dum btsan），吐蕃帝国末代赞普，838年至842年在位。《旧唐书》、《新唐书》、《资治通鉴》皆称为达磨。

## 生平
朗达玛是赤德松赞的次子。根据藏文史料《贤者喜宴》的说法，赤德松赞死后，由于长子藏玛早已出家为僧，朗达玛又本性顽固，遂由三子赤祖德赞继位。但赤祖德赞极为笃信佛教，政权皆由僧人把持。这引起了一些大臣的不满。大论韦·甲多热（结都那）诬杀了王子藏玛和担任大论一职的僧人钵阐布云丹，后来又在838年谋杀了赤祖德赞，拥立朗达玛继位，群臣上尊号乌东赞（藏語：འུ་དུམ་བཙན།）。
根据《新唐书》的记载，朗达玛是一个酷爱打猎、酗酒和好色，而且十分残暴的昏君。而执政的韦·甲多热为了削弱僧侣的势力，怂恿朗达玛禁止佛教。而当时吐蕃经常发生霜、雹、瘟疫等天灾人祸，朗达玛遂于840年声称是由于推行佛法而触怒了天神，下令禁止佛教，并强制推行苯教，史称“朗达玛灭佛”。于是大量佛寺、佛像被拆毁。佛经或被扔进水火之中，或被填埋在地下。翻译经卷的外国译师被驱逐出境。而对于佛教僧侣，或被屠杀，或沦为贵族的奴隶，或被胁迫充当刽子手，或被发配边疆充军。
虽然佛教受到了沉重打击，但依然势力很大，朗达玛的灭佛行为受到了僧侣和佛教信徒们的強烈反對，《红史·外章》记载，他的亲生爱女桑札·达玛甚至联合札什伦布寺高僧密谋要刺杀他。为了阻止灭佛行径，莲花生二十五弟子之一的高僧拉隆·贝吉多杰在僧侣的鼓励下，决定刺杀朗达玛。
842年，贝吉多杰化装成苯教徒的模样，从其隐居修行之地叶尔巴扎拉（藏語：ཡེར་པ་བྲག་ལྷ།）出发，前往逻些求见朗达玛。贝吉多杰觐见朗达玛时，朗达玛正在看一个碑文。贝吉多杰在第一拜时在袖子中张开射箭的扳指，第二拜时将箭装上弦，第三拜时囗中朗誦：「風環地，地環水，水滅火，金翅鳥勝水龍，金剛石穿寶石，天神制阿修羅，佛陀勝獅子王，我亦如斯殺非法之王。」，将箭射出。箭射中朗达玛的眉宇中间，射穿其头骨，朗达玛当场毙命。贝吉多杰将外白内黑的衣服反过来穿上，又将原先涂着黑木炭的白马洗去黑色，从而成功逃脱了赞普的追兵，逃到了多康地区隐居。
朗达玛死后，葬于琼结的吐蕃历代赞普王陵之间，其陵墓名叫“珠杰”陵（藏語：འཕྲུལ་རྒྱལ་བང་སོ），又被称为“圣神变”（藏語：འཕྲུལ་དང་རྒྱལ་ཆེན་）。其子云丹、俄松为争夺王位而发起伍约之战（藏語：དབུ་གཡོར་འབྲུག་པ），最终导致了吐蕃王国的“支离破碎”。此后爆发了臣民大反叛。877年，朗达玛的陵墓被反叛军首领珍却沽（藏語：གྲེང་འཕྱོས་ཁུ）挖掘。

## 文化
由于达磨赞普在位期间对佛教采取禁绝措施，被藏传佛教的教徒们视为牛魔王再世，因此在其名字前加上了“朗”（藏語：གླང་，威利转写：glang，藏语中意思是“牛”）这一词，表示对其的污辱。藏族民间传说称其头上长有牛角。后世的藏文史料大多都将其称为“朗达玛”。而主张灭佛的大论韦·甲多热，则被藏族人民视为长着猴头虎耳的饿鬼的化身。
虽然在藏族传统史书中称朗达玛极度反佛，但现代也有一些学者认为朗达玛在思想上更倾向于佛教而不是苯教，因为根据《汉藏文书》的记载，朗达玛在赤祖德赞在位期间曾经兴建佛教寺庙；而且在敦煌的藏文文书中曾发现朗达玛的祈祷文书。而灭佛的举动，则是由权倾一时的大论韦·甲多热等反佛派大臣主持的，朗达玛只是一个傀儡而已。Matthew T. Kapstein教授將朗达玛反佛與同時期唐武宗滅佛相比，認為無論朗达玛是反佛還是只是減少對佛教寺院的贊助，背後都有財政因素。
西游记里也有想消灭佛教的灭法国国王，可能参考了朗达玛的事迹。